# 临期食品

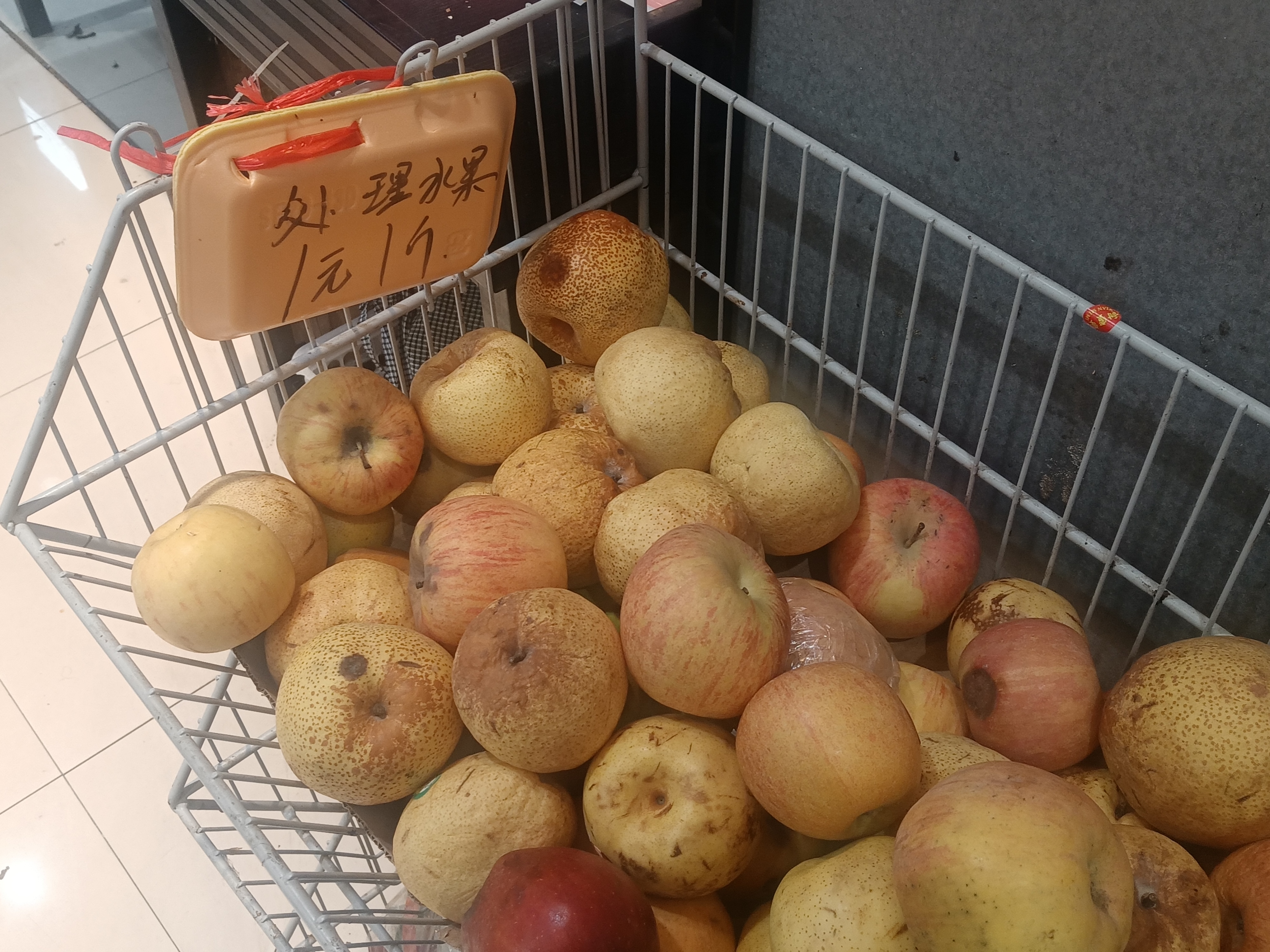
超市内折扣出售的不新鲜但尚未变质的水果

临期食品是指即将到达食品保质期，但仍在保质期内的食品，此类食品仍然属于安全食品的范围是被允许在市场上销售的食品。而在2021年4月颁布《中华人民共和国反食品浪费法》之前，一些商超会将临近过期的食品退回原厂家用于制备动物饲料或用于堆肥，这会产生严重的食品浪费问题；新法令的公布明显减少了食物的浪费，并且促进了临期食品的市场循环。通常情况下临期食品会和正常食品的价格会大打折扣，售价仅为原商品的1~4折。